# 新田 (新潟市)
新田（しんでん）は、新潟県新潟市西区の町字。郵便番号は950-2034。

## 概要
1954年（昭和29年）から現在の大字。地名の由来は江戸時代中期の新田開発によって成立した地であることによる。
1954年（昭和29年）11月1日に、人口が少なかったり無人であった大字を統合してできた大字で、統合されたのは、築千坊、五十嵐浜受、丸潟、槇尾受、高山受、向島、玄的、坂井受、嘉礼木、新通受。

### 隣接する町字
北から東回り順に、以下の町字と隣接する。
- 新通
- 亀貝
- 黒鳥
- 笠木
- 大潟
- 笠木
- 高山

## 歴史
新通受（しんどおりうけ）
1889年（明治22年）から1954年（昭和29年）まであった大字。信濃川支流西川左岸の低平地に位置する。もとは江戸時代から1889年（明治22年）まであったあった新通村古新田受（しんどおりむらこしんでんうけ）の区域の一部。
1820年（文政3年）の内野新川開削によって大潟周辺の低平地が干上がったことで新通村古新田の村請けで新田開発が行われ、1824年（文政7年）に長岡藩の検地を受ける。
1914年（大正3年）5月12日に新通受に改称し、1954年（昭和29年）11月1日に新田となる。
槇尾受（まきおうけ）
1889年（明治22年）から1954年（昭和29年）まであった大字。信濃川支流西川左岸の低平地に位置する。もとは江戸時代から1889年（明治22年）まであった槇尾村受（まきおむらうけ）の区域の一部。
1820年（文政3年）の内野新川開削によって大潟周辺の低平地が干上がったことで槇尾村の村請で新田開発が行われ、1824年（文政7年）に長岡藩の検地を受ける。
1914年（大正3年）5月12日に槇尾受に改称し、1954年（昭和29年）11月1日に新田となる。
高山受（たかやまうけ）
1889年（明治22年）から1954年（昭和29年）まであった大字。信濃川支流西川左岸の低平地に位置する。もとは江戸時代から1889年（明治22年）まであった高山村受（たかやまむらうけ）の区域の一部。
1820年（文政3年）の内野新川開削によって大潟周辺の低平地が干上がったことで高山村の村請けで新田開発が行われ、1824年（文政7年）に長岡藩の検地を受ける。
1914年（大正3年）5月12日に高山受に改称し、1954年（昭和29年）11月1日に新田となる。
五十嵐受（いからしうけ）
1889年（明治22年）から1954年（昭和29年）まであった大字。信濃川支流西川左岸の低平地に位置する。もとは江戸時代から1889年（明治22年）まであった五十嵐浜村受（いからしはまむらうけ）の区域の一部。
1820年（文政3年）の内野新川開削によって大潟周辺の低平地が干上がったことで五十嵐浜村の村請けで新田開発が行われ、1824年（文政7年）に長岡藩の検地を受ける。
1914年（大正3年）5月12日に五十嵐受に改称し、1954年（昭和29年）11月1日に新田となる。
坂井受（さかいうけ）
1889年（明治22年）から1954年（昭和29年）まであった大字。信濃川支流西川左岸の低平地に位置する。もとは江戸時代から1889年（明治22年）まであった坂井村受（さかいむらうけ）の区域の一部。
1820年（文政3年）の内野新川開削によって大潟周辺の低平地が干上がったことで坂井村の村請けで新田開発が行われ、1824年（文政7年）に長岡藩の検地を受ける。
1914年（大正3年）5月12日に坂井受に改称し、1954年（昭和29年）11月1日に新田となる。
丸潟（まるがた）
1889年（明治22年）から1954年（昭和29年）まであった大字。信濃川支流西川左岸の低平地に位置する。もとは江戸時代から1889年（明治22年）まであった丸潟新田（まるがたしんでん）の区域の一部。
1820年（文政3年）の内野新川開削によって大潟周辺の低平地が干上がったことで新田開発され、1824年（文政7年）に長岡藩の検地を受ける。
1914年（大正3年）5月12日に丸潟に改称し、1954年（昭和29年）11月1日に新田となる。
向島（むこうじま）
1889年（明治22年）から1954年（昭和29年）まであった大字。信濃川支流西川左岸の低平地に位置する。もとは江戸時代から1889年（明治22年）まであった向島新田（むこうじましんでん）の区域の一部。
1820年（文政3年）の内野新川開削によって大潟周辺の低平地が干上がったことで新田開発され、1824年（文政7年）に長岡藩の検地を受ける。
1914年（大正3年）5月12日に向島に改称し、1954年（昭和29年）11月1日に新田となる。
築千坊（ちくせんぼう）
1889年（明治22年）から1954年（昭和29年）まであった大字。信濃川支流西川左岸の低平地に位置する。もとは江戸時代から1889年（明治22年）まであった築千坊新田（ちくぜんぼうしんでん）の区域の一部。
1820年（文政3年）の内野新川開削によって大潟周辺の低平地が干上がったことで新田開発され、1824年（文政7年）に長岡藩の検地を受ける。
1914年（大正3年）5月12日に築千坊に改称し、1954年（昭和29年）11月1日に新田となる。
嘉礼木（かれき）
1889年（明治22年）から1954年（昭和29年）まであった大字。信濃川支流西川左岸の低平地に位置する。もとは江戸時代から1889年（明治22年）まであった嘉礼木新田（かれきしんでん）の区域の一部。
1820年（文政3年）の内野新川開削によって大潟周辺の低平地が干上がったことで新田開発され、1824年（文政7年）に長岡藩の検地を受ける。
1914年（大正3年）5月12日に嘉礼木に改称し、1954年（昭和29年）11月1日に新田となる。
玄的（げんてき）
1889年（明治22年）から1954年（昭和29年）まであった大字。信濃川支流西川左岸の低平地に位置する。もとは江戸時代から1889年（明治22年）まであった玄的新田（げんてきしんでん）の区域の一部で、地名の由来は開発者安倍玄的にちなんだもの。
1820年（文政3年）の内野新川開削によって大潟周辺の低平地が干上がったことで、流作場新田の開発者で、中野小屋村割元安倍玄的によって荒地の開拓が行われる。1824年（文政7年）に長岡藩の検地を受ける。
1914年（大正3年）5月12日に玄的に改称し、1954年（昭和29年）11月1日に新田となる。

### 年表
- 1889年（明治22年）4月1 : 合併により築千坊新田、五十嵐浜村受、丸潟新田、槇尾村受、高山村受、向島村、玄的新田、坂井村受、嘉礼木新田、新通村古新田受が新通村の大字となる。
- 1901年（明治34年）11月1日 : 合併により大字築千坊新田、五十嵐浜村受、丸潟新田、槇尾村受、高山村受、向島村、玄的新田、坂井村受、嘉礼木新田、新通村古新田受が坂井輪村の大字となる。
- 1954年（昭和29年）11月1日 : 坂井輪村が新潟市に合併するとともに、大字築千坊、五十嵐浜受、丸潟、槇尾受、高山受、向島、玄的、坂井受、嘉礼木、新通受が統合され、「新田」となる。
- 1961年（昭和36年） : 中野小屋村新通を編入。
- 2007年（平成19年）4月1日 : 新潟市の政令指定都市移行により、西区の大字となる。

## 世帯数と人口
2018年（平成30年）1月31日現在の世帯数と人口は以下の通りである。
| 大字 | 世帯数 | 人口  |
| ---- | ------ | ----- |
| 新田 | 38世帯 | 120人 |

## 小・中学校の学区
市立小・中学校に通う場合、学区は以下の通りとなる。
| 番地                                              | 小学校               | 中学校               |
| ------------------------------------------------- | -------------------- | -------------------- |
| 1～942番地 5772番地 5776～5780番地 5782～5784番地 | 新潟市立内野小学校   | 新潟市立内野中学校   |
| 1123～1143番地                                    | 新潟市立坂井東小学校 | 新潟市立坂井輪中学校 |

- 新田の内野小学校校区は、申請により新潟市立笠木小学校へ就学できる地域。

## 交通

### 道路
- 新潟県道2号新潟寺泊線